# Lárvaterápia

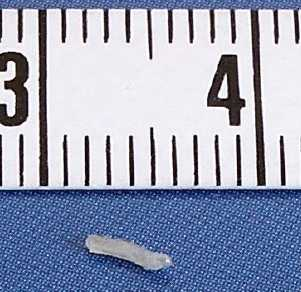
Kezelésre kizárólag szakszerűen sterilizált, fertőzéseket nem hordozó Lucilia sericata lárva alkalmazható.

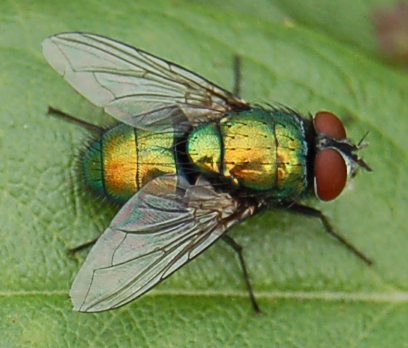
A természetben a seb elhagyása után az állat a talajban bebábozódik, majd végül kifejlett léggyé alakul. A sebkezelésben erre nem kerül sor, a sebből eltávolított lárvákat megsemmisítik.

A lárvaterápia – más néven légylárva-terápia, nyűterápia – eredetileg egy ősi természetgyógyászati eljárás, amely igen hatékony lehet az elhalt szöveteket és baktérium-fertőzéseket tartalmazó, nehezen vagy egyáltalán nem gyógyuló sebek kezelésében. Fejlett csúcstechnikával segített, és szigorúan szabályozott keretek közt zajló modern változata ma már világszerte újra terjed az orvosi sebkezelési gyakorlatban, de kisebb mértékben az állatorvosi praxisban is. 
A terápia lényege, hogy élő, sterilizált Lucilia sericata légylárvákat tesznek a sebbe. A lárvák a sebben csak az elhalt szövetekkel és az ebben lévő baktériumokkal táplálkoznak, miközben az élő szöveteket nem károsítják. A lárvák a sebben növekednek, de nem képesek továbbfejlődni vagy szaporodni, mert ehhez előbb el kell hagyniuk a sebet. Az eljárás kizárólag orvosi rendelvényre, és kizárólag orvosi felügyelet mellett alkalmazható. A bizonytalan eredetű lárvák felhasználása tilos és rendkívül veszélyes, mert ezek további fertőzéseket vinnének a sebbe.

## Története
A lárvaterápia alkalmazása a sebkezelésben legalább az írott történelem kezdetéig nyúlik vissza. Ismerték az ausztrál őslakosok törzsközösségeiben és a maja kultúrában egyaránt, majd később a reneszánsz időkben. Háborúk során a katonaorvosok megfigyelték, hogy a légylárváktól fertőzött sebek jobban gyógyultak, mint a megtisztított sebek. Báró Dominique-Jean Larrey, Napóleon katonaorvosi vezetője a franciák egyiptomi hadjárata során 1829-ben megfigyelte, hogy bizonyos légyfajok lárvái csak az elhalt szöveteket fogyasztják, és segítik a gyógyulást. 
Az amerikai polgárháború során Dr. Joseph Jones, a konföderációs hadsereg katonaorvosa, hasonló jelenséget figyelt meg, majd társa, Dr. J. F. Zacharias volt az első, aki mesterséges fertőzéseket alkalmazott a gyógyítás elősegítésére. 
Az első világháború során Dr. William S. Baer szintén felismerte a légylárva-fertőzöttség harctéri előnyeit. 
1929-ben Dr. William S. Baer a Johns Hopkins Egyetemen légylárvákkal fertőzött 21 pácienst, akik csontig hatoló sebfertőzésektől szenvedtek. Gyors gyógyulást, csökkenő bakteriális fertőzéseket, csökkent bűzt, és lúgosodó kémhatású – a gyógyulásnak kedvező – sebfolyadékot tapasztalt. Minden páciens meggyógyult. Baer 1931-ben publikálta eredményeit, azóta az USA-ban a lárvaterápia elterjedt és elfogadott gyógymóddá vált. 1930 és ’40 közt több mint 100 dolgozatot publikáltak e terápiáról szaklapokban, és mintegy 300 amerikai kórházban alkalmazták az eljárást. Majd a második világháború végén a penicillin felfedezése okozta eufóriában az eljárás hirtelen feledésbe merült.

## Jelenkori helyzete
Az antibiotikumok azonban nem hozták meg a remélt végső győzelmet a baktériumfertőzésekkel szemben. A sebkezelésben például rohamosan nő a jelentősége az ún. meticillin-rezisztens Staphylococcus aureus (MRSA) fertőzéseknek. E baktériumok neve megtévesztő, mert valójában az antibiotikumok széles körével (például penicillin, methicillin és cephalosporinok) szemben rezisztensek. A fejlett országokban eközben növekszik a cukorbetegségben szenvedő idős emberek aránya, akik a betegség szövődményeként gyakran nekrotikus, baktériumokkal (például MRSA) felülfertőzött, fekélyes sebektől is szenvednek. Ezért a lárvaterápia ma már a fejlett, gazdag egészségüggyel bíró országokban – például USA, Nagy-Britannia és Franciaország – új reneszánszát éli. Alkalmazásához kizárólag a teljes, folyamatos, és megbízható sterilitást (kórokozó-mentességet) biztosító csúcstechnológiával előállított lárvák használhatók.

## Külső hivatkozások
- Zoobiotic Ltd
- Légylárva gyógyítja a krónikus sebeket Szegeden

## Lásd még
- Élősködők
- Parazitológia
- Légynyüvesség